# Camp Nou
Das Camp Nou [kam ˈnɔu̯] (katalanisch Neues Spielfeld; aus Sponsoringgründen seit Juli 2022 Spotify Camp Nou), auch Nou Camp, ist ein im Umbau befindliches reines Fußballstadion in der spanischen Millionenstadt Barcelona. Es wurde 1957 eingeweiht und wird seither vom FC Barcelona als Heimspielstätte genutzt, der zuvor im Camp de Les Corts gespielt hatte. Die Anlage wird von der UEFA in die Stadionkategorie 4 eingeordnet und war mit einer Kapazität von 99.354 Zuschauern das größte reine Fußballstadion der Welt sowie das insgesamt größte Fußballstadion Europas. 
Das Stadion wurde während der Franco-Diktatur unter der spanischen Bezeichnung Estadio del Club de Fútbol Barcelona – ab 1973 katalanisch Estadi del Futbol Club Barcelona – eröffnet, war aber seit jeher als Camp Nou bekannt, wie es seit 2001 auch offiziell heißt. 
Bis zur Saison 2026/27 soll das Stadion komplett renoviert, modernisiert und auf rund 105.000 Plätze erweitert werden. Daher spielt der FC Barcelona seit der Saison 2023/24 im Olympiastadion Barcelona.

## Geschichte

### Eröffnung
Die spanischen Ligatitel von 1948 und 1949 und die Verpflichtung von László Kubala veranlassten die Vereinsführung, den Bau eines neuen Stadions zu planen. Die Kapazität des alten Stadions, des Les Corts, war mit 60.000 Plätzen nicht mehr groß genug. Nach mehr als dreijähriger Bauphase wurde das Camp Nou am 24. September 1957 offiziell eröffnet. Die Eröffnungszeremonie begann mit einer Messe, in der Georg Friedrich Händels Hallelujah im Chor gesungen wurde. Man segnete das Stadion im Namen der Heiligen Maria von Montserrat und eröffnete das Stadion mit einem Spiel zwischen dem FC Barcelona und dem polnischen Spitzenklub Legia Warschau. An die 90.000 Fans sahen einen 4:2-Sieg der Katalanen. Anlässlich der Stadioneröffnung schrieb der katalanische Dichter Josep Maria de Sagarra ein Sonett mit dem Namen „Blau Grana“, aus dem Josep Badia und Adolf Cabané eine Stadionhymne komponierten. Während der Aufführung am Eröffnungstag wurden 10.000 Tauben freigelassen und 1800 Fans bildeten einen Kreis, um den katalanischen Nationaltanz Sardana zu tanzen. Finanziert wurde das Stadion damals auch von den Fan-Klubs, den sogenannten „Penyes“. Schon in den 1940er Jahren organisierten ehemalige Spieler und Anhänger des FC Barcelona diese Gruppen, und als die Kosten für das Nou Camp-Stadion immer weiter stiegen, halfen die Penyes bei der Finanzierung.

### Entwicklung
Anlässlich der 1982 in Spanien ausgetragenen Fußball-Weltmeisterschaft wurde es schon 1980 noch einmal um einen Oberrang erweitert und fasste damals 119.000 Zuschauer. Sicherheitsbestimmungen der UEFA ließen die Kapazität aber wieder auf das derzeitige offizielle Fassungsvermögen schrumpfen. 1994 baute man die unteren Ränge aus.
Neben den WM-Spielen von 1982 war Camp Nou auch Austragungsort des Champions-League-Finales von 1999, in dem Manchester United den FC Bayern München durch zwei Tore in der Nachspielzeit mit 2:1 bezwang.

### Höhepunkte
- 1972: Glasgow Rangers – FK Dynamo Moskau 3:2 (Finale des Europapokals der Pokalsieger)
- 1982: FC Barcelona – Standard Lüttich 2:1 (Finale des Europapokals der Pokalsieger)
- 1982: Belgien – Argentinien 1:0 (Eröffnungsspiel der Weltmeisterschaft in Spanien)
- 1982: Italien – Polen 2:0 (Halbfinale der Weltmeisterschaft in Spanien)
- 1989: AC Mailand – Steaua Bukarest 4:0 (Finale des Europapokals der Landesmeister)
- 1992: Spanien – Polen 3:2 (Finale der Olympischen Spiele 1992)
- 1999: Manchester United – FC Bayern München 2:1 (Finale der Champions League)
- 2014: FC Barcelona – Celta Vigo 3:0 (1000. Liga-Spiel des FC Barcelona im Camp Nou)
- 2016: Finale der französischen Rugby-Union-Meisterschaft 2015/16 vor 99.124 Zuschauern (ausverkauft)
- 2022: FC Barcelona – Real Madrid 5:2 (Viertelfinalrückspiel der Women’s Champions League – mit 91.553 Besuchern Zuschauer-Weltrekord für ein Frauenfußballspiel)
- 2022: FC Barcelona – VfL Wolfsburg 5:1 (Halbfinalhinspiel der Women’s Champions League – mit 91.648 Besuchern eigenen Zuschauer-Weltrekord für ein Frauenfußballspiel gebrochen)

### Zukunft

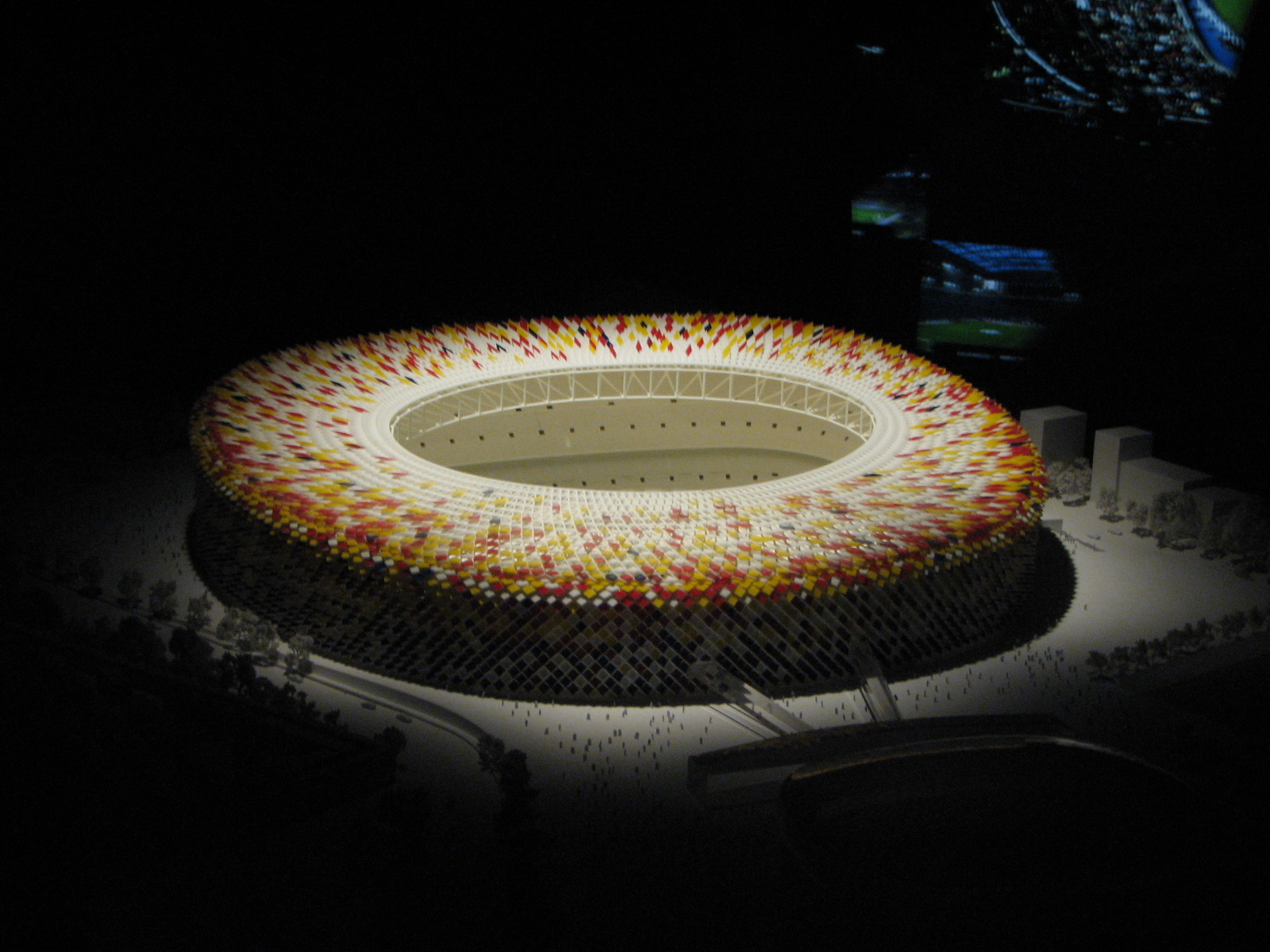
Nicht umgesetzter Entwurf von Architekt Norman Foster für den Umbau des Camp Nou

Wie der FC Barcelona am 18. September 2007 bekanntgab, sollte das Camp Nou nach Plänen des britischen Architekten Norman Foster umgebaut werden. Die Modernisierung der 1957 errichteten Arena beinhaltete unter anderem eine Rundum-Überdachung und eine Erhöhung der Kapazität von 99.000 auf 105.000 Zuschauer und sollte rund 600 Millionen Euro kosten. Der Stadionkomfort soll erhöht und das Gesamtbild verschönert werden. Seit 2010 lag das Projekt aufgrund der hohen Kosten auf Eis. Damaliger Vereinspräsident Sandro Rosell, der den Umbau des Camp Nou in sein Wahlprogramm aufnahm, erklärte im Dezember 2010, dass zunächst der Umbau der Sportarena Palau Blaugrana Priorität besitze.
Im Januar 2014 wurde das Projekt unter dem Präsidenten Josep Maria Bartomeu wiederaufgenommen. Zwei Jahre später wurde ein Entwurf von der japanischen Architekturfirma Nikken Sekkei ausgewählt, der neben der erhöhten Sitzplatzkapazität auch ein renoviertes Museum, einen Restaurantbereich und Büros umfasste. Das Projekt war finanziell abgesichert und man wartete unter Aufsicht von Architekt William Mannarelli auf die Baufreigabe.
Die Umbauarbeiten sollten im Sommer 2020 starten und 2024 abgeschlossen sein, kam jedoch aufgrund von Geldnöten, der COVID-19-Pandemie und dem Abgang von Bartomeu ins Stocken.
Nach den im März 2021 abgehaltenen Präsidentschaftswahlen kehrte der Wahlsieger Joan Laporta als Barcelona-Präsident zurück; ebenso gab es viele Wechsel im Vereinsvorstand. Der Stadionumbau wurde daraufhin wieder im Verein thematisiert. So war der Vorstand nun der Meinung, dass man mit einem anderen Plan mehr Einnahmen generieren könnte und veranlasste eine weitreichende Umänderung des Bauentwurfs. Eines der größten Unterschiede war nun, dass es einen doppelten Ring aus VIP-Logen zwischen Mittel- und Oberrang geben sollte, anstelle der von Bartomeu und Mannarelli geplanten einstöckigen Loge oberhalb des Unterranges. Um dies umzusetzen, müsste ein weitaus größerer Teil der alten Stadionstruktur abgerissen werden und ein komplett neuer Oberrang würde entstehen.
Im Oktober 2021 stimmten die Delegierten des Klubs dem Vorschlag des Vorstands zu, das umfangreiche Umbauprojekt Espai Barça mit der Modernisierung des Camp Nou, dem Neubau des Palau Blaugrana mit 15.000 Plätzen und weiteren Sporteinrichtungen (Petit Palau oder eine neue Eishalle) des Vereins für 1,5 Mrd. Euro auszuhandeln.
Infolgedessen mussten die Mitglieder des FCB über das Finanzierungskonzept abstimmen. Dabei votierte in einer Onlineabstimmung die überwiegende Mehrheit von 87,8 % für das Konzept und die Umsetzung. 10,4 % sollen mit Nein gestimmt haben, die restlichen 1,8 % sollen ein leeres Abstimmungsformular verschickt haben. Die Wahlbeteiligung lag bei 44,13 %, was insgesamt 48.623 teilnehmende Mitglieder bedeutet.

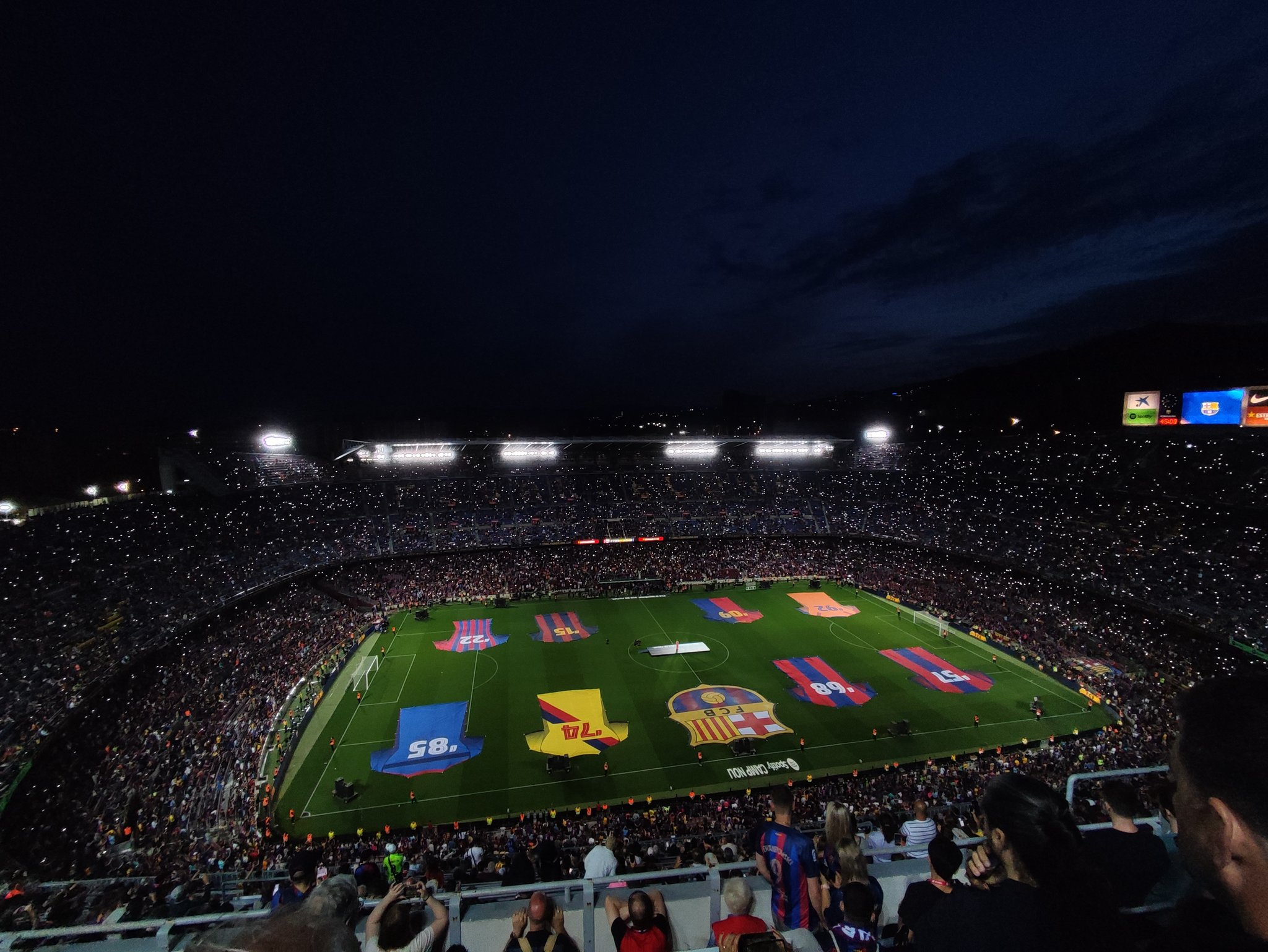
Am 28. Mai 2023 fand vor Beginn des Stadionumbaus zum letzten Mal ein Fußballspiel im Camp Nou statt.

Am 28. April 2022 veröffentlichte der FC Barcelona einen Zeitplan für die Stadionrenovierung. Die Arbeiten sollten im Juni 2022 beginnen, nachdem die Regierungskommission des Stadtrats von Barcelona die Erweiterung der Kapazität auf rund 105.000 genehmigt hatte. 
Zunächst wird die Sanierung sich auf den Unter- und den Mittelrang sowie Arbeiten im Umfeld des Stadions beziehen. Auf der Südseite hinter dem Tor soll z. B. ein Gebäude abgerissen werden, in dem sich ein medizinisches Zentrum befand. Geplant sind des Weiteren die Installation neuer Telekommunikationsverbindungen, die Verlegung des Rechenzentrums, die Schaffung eines neuen Technikraums zur Überwachung der internen Telekommunikationsinfrastruktur und die Installation neuer Einrichtungen für das Fernsehgelände. Das gesamte Projekt ist auf Energieeinsparung und -effizienz ausgelegt. So sollen auf dem neuen Dach 18.000 m² Solarmodule installiert werden. Eine neue geothermische Anlage und ein Fernwärme- sowie -kältesystem sollen ebenfalls installiert werden. Der Oberrang wurde wegen der Unsicherheit über die Materialkosten durch den Krieg in der Ukraine erst im Sommer 2023 abgerissen. Eine frühere Entfernung hätte dazu geführt, dass man in der Saison 2022/23 nur etwa die Hälfte des Camp Nous hätte nutzen können.
Im Rahmen der Sanierung kündigte der Club an, einen Bestattungsbereich im neuen Stadion zu erschaffen und somit Beisetzungen für verstorbene Fans zu ermöglichen. Das Memorial FC Barcelona wird auf einer Fläche von 180 m² die Möglichkeit bieten, mehr als 26.000 Urnen aufzubewahren sowie 9.000 Gedenktafeln anzubringen. Die Urnen sollen dabei hinter großen Wandgemälden verborgen werden, zusätzlich wird ein Raum für die zwischenzeitliche Aufbewahrung der Asche hinzugefügt. Die Unterbringung einer Urne wird je nach Dauer zwischen 250 und 6.000 Euro kosten, die Anbringung von einer persönlichen Gedenktafel rund 300 Euro.
Für die gesamte Spielzeit der Saison 2023/24 zog Barça in das Olympiastadion Barcelona um. Die Renovierungsarbeiten konnten dadurch das ganze Jahr ohne Unterbrechungen durchgeführt werden. Für den 29. November 2024 (125. Vereinsjubiläum) war geplant, dass der Club ins Camp Nou mit rund 60 Prozent Kapazität der Plätze (etwa 63.000) zurückkehrt. Ende April 2024 wurde bekannt, dass die Rückkehr auf den 15. Dezember des Jahres verlegt wurde. Der Umbau soll bis 2026 abgeschlossen werden. Zur geplanten Rückkehr Mitte Dezember 2024 sollte das Camp Nou 64.000 Plätze bieten. Im Oktober 2024 bestätigte der FC Barcelona, dass die Kapazität bei der Wiedereröffnung bei etwa 62.000 Zuschauern liegen werde. Ein genauer Termin für die Rückkehr in der zweiten Saisonhälfte wurde nicht genannt und die Rückkehr in dieser Saison nicht umgesetzt.
Im Dezember 2024 wurde bekannt, dass die Mannschaft des FC Barcelona nicht in der Saison 2024/25 in das Camp Nou zurückkehren wird. Die Bauarbeiten schreiten langsamer voran als geplant und ungelöste, technische Probleme sowie der Spielfeldrasen verzögern die Arbeiten. Auch eine geplante Rückkehr Anfang März 2025, zum Achtelfinale der UEFA Champions League 2024/25 wurde nicht realisiert. Wenn dies nicht gelingt, würde der Club wohl erst im September 2025 zur Saison 2025/26 wieder im Camp Nou auflaufen. Um weiter im Olympiastadion antreten zu können, einigte sich der FC Barcelona mit dem Stadtrat. Im Frühjahr und Sommer 2025 sind im Olympiastadion mehrere Konzerte geplant. Im günstigsten Fall hatte Barça die Konzertveranstalter für den Ausfälle zu entschädigen. Im Hintergrund war der Club auf der Suche nach einem Ersatzstadion in Katalonien, doch die meisten Stadien wie das Camp d’Esports in Lleida (13.500 Plätze), Nou Estadi de Tarragona in Tarragona (14.591 Plätze) oder das Estadi Municipal de Montilivi in Girona (14.624 Plätze) sind sehr klein. Das praktikabelste Lösung wäre das RCDE Stadium vom Stadtrivalen Espanyol gewesen. Mit rund 40.000 Plätzen erfüllt es die UEFA-Anforderungen für internationale Spiele. Diese Möglichkeit stieß aber im Club wie auch bei den Fans auf Gegenwehr. Außerhalb Kataloniens wäre das Estadio Mestalla in Valencia und das Estadio Metropolitano in Madrid in Betracht gekommen.
Am 25. Juni 2025 gab der FC Barcelona mit dem 10. August 2025 einen Rückkehrtermin bekannt. Vorgesehen ist die Ausspielung der Joan Gamper Trophy gegen Como 1907. Das Spiel wurde nicht im Camp Nou ausgetragen.
Neuer Rückkehrtermin mit einer eingeschränkten Zuschauerauslastung (27.000) ist der 14. September 2025, wenn gegen den FC Valencia der 4. Spieltag der Saison 2025/26 ausgetragen werden soll.

## Name
Geplant war, das Stadion nach dem Vereinsgründer Joan Gamper zu benennen. Da dieser jedoch Anhänger des Katalanismus war, wurde der Name von der Franco-Diktatur verboten. General José Moscardó schrieb dem Barça-Präsidenten Francesc Miró-Sans, dass er es sich aus dem Kopf schlagen solle, das Stadion nach Gamper zu benennen. Der Verein wählte bei der Eröffnung 1957 daher den beschreibenden Namen „Estadio del Club de Fútbol Barcelona“ (spanisch für Stadion des CF Barcelona). Im Sprachgebrauch der Katalanen etablierte sich jedoch die katalanische Bezeichnung Camp Nou („Neues Spielfeld“), da das Stadion das Camp de Les Corts als Spielstätte ersetzt hatte. Die katalanische Sprache wurde vom Regime allerdings unterdrückt und verboten. Katalanische Begriffe, Ortsnamen oder sogar Personennamen wurden hispanisiert. So musste der FC Barcelona 1941 seinen katalanischen Namenszusatz „Futbol Club“ (FC) in die spanische Variante „Club de Fútbol“ (CF) ändern und Stadien mit dem Namen „Estadi“ wurden in „Estadio“ umbenannt.
Im Jahr 1965 ließ der damalige Club-Präsident Enric Llaudet die Mitglieder mit folgendem Ergebnis über den offiziellen Namen abstimmen:
- 12.434 Stimmen: „Estadio del Club de Fútbol Barcelona“
- 10.484 Stimmen: „Estadio Barça“
- 08394 Stimmen: „Estadio Camp Nou“

Trotz der Wahl wurde das Stadion im Sprachgebrauch weiter „Camp Nou“ genannt. Nachdem der Verein ab dem 8. November 1973 wieder den katalanischen Zusatz „Futbol Club“ (FC) verwenden durfte, änderte sich auch der offizielle Name des Stadions in die katalanische Variante „Estadi del Futbol Club Barcelona“.
Im Juli 2001 wurde unter Präsident Joan Gaspart erneut über den offiziellen Namen abgestimmt. Dieses Mal stimmten die Vereinsmitglieder mit 68,25 Prozent für „Camp Nou“, woraufhin das Stadion auch offiziell diesen Namen annahm.
Im April 2020 gab der Verein während der COVID-19-Pandemie das Namensrecht des Stadions an seine eigene Stiftung ab. Die Stiftung sollte für die Saison 2020/21 einen Namenssponsor finden, um mit den Einnahmen weltweit Forschungsprojekte gegen die Virusinfektion COVID-19 zu unterstützen. Der Plan wurde jedoch nicht umgesetzt.
Zur Saison 2022/23 schloss der FC Barcelona eine Partnerschaft mit dem Streamingdienst Spotify, die u. a. die Namensrechte am Stadion beinhaltet, das fortan Spotify Camp Nou heißt. Der Vertrag läuft bis zum 30. Juni 2026.

## Rekorde
Mit einer Kapazität von 99.354 Plätzen ist das Camp Nou vor dem Londoner Wembley-Stadion (90.000) das größte Fußballstadion Europas. Hinter dem Stadion Erster Mai (Pjöngjang, Nordkorea) und dem Melbourne Cricket Ground (100.000; Melbourne, Australien) ist es das drittgrößte Fußballstadion der Welt. Da das Stadion Erster Mai über eine Leichtathletikanlage verfügt und der Melbourne Cricket Ground ein Cricketfeld enthält, das auch für Fußballspiele genutzt wird, ist das Camp Nou das größte reine Fußballstadion der Welt. Im April 2020 begann der chinesische Erstligist Guangzhou Evergrande mit dem Bau des Guangzhou Evergrande Football Stadium, dem größten reinen Fußballstadion der Welt, das 100.000 Zuschauer fassen und 2024 fertiggestellt werden sollte. Nach der Insolvenz der Evergrande Group wurde der dortige Bau gestoppt. Ob oder wann die Arbeiten fortgesetzt werden, ist gegenwärtig unklar.
Am 22. April 2022 fand das Hinspiel im Halbfinale der UEFA Women’s Champions League 2021/22 zwischen dem FC Barcelona und dem VfL Wolfsburg vor 91.648 Zuschauern statt. Dies ist ein neuer Zuschauerrekord für ein Frauenfußballspiel, nachdem man schon im Viertelfinale am 30. März 2022 gegen Real Madrid mit 91.553 Besuchern eine neue Bestmarke aufstellte.

## Stadionareal

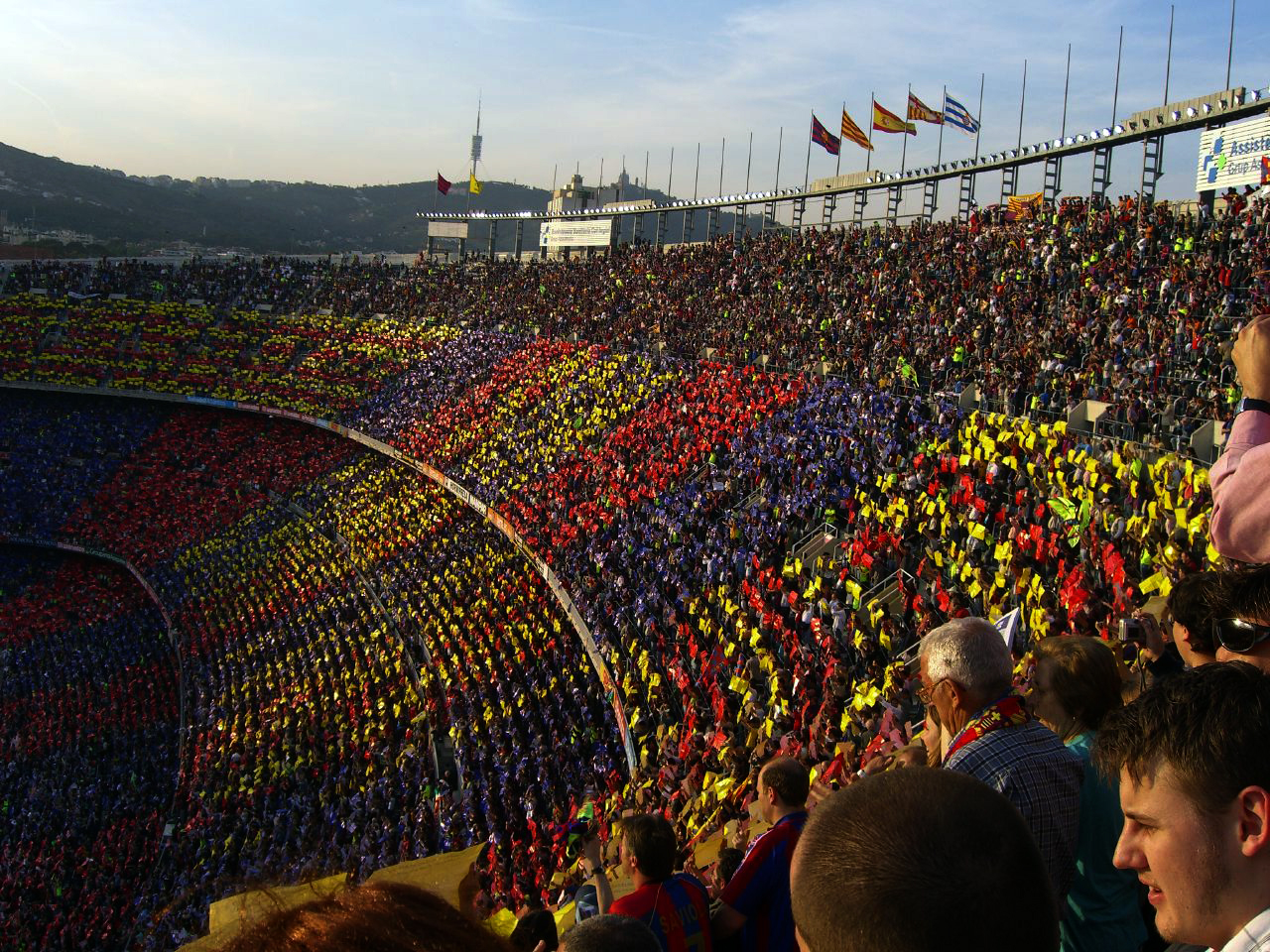
Fans im Camp Nou

In der Nähe des Camp Nou befand sich das 2019 abgerissene Mini Estadi, welches 1982 errichtet wurde und bis zum Bau des Estadi Johan Cruyff als Heimat der Reservemannschaft diente. Zum Areal gehören noch eine Ballspielhalle, die Palau Blaugrana, für die Sektionen Basketball, Handball, Futsal und Rollhockey sowie eine Eishalle.
Das so genannte La Masia, ein Bauernhaus aus dem 18. Jahrhundert, befindet sich direkt neben dem Stadion. Es beherbergte zwischen 1979 und 2011 die Jugendakademie des FC Barcelona.
Ins Stadion integriert ist das FC Barcelona Museum. Das Museum wird jährlich von über 1,5 Millionen Besuchern besichtigt. Außerdem befindet sich im Stadion eine katholische Kapelle, in welcher die Spieler vor einer schwarzen Madonna an den Spieltagen beten können.

## Sonstiges
Um eine Dauerkarte für das Camp Nou zu erhalten, muss man Vereinsmitglied sein und sich auf eine Warteliste eintragen lassen. Der FC Barcelona hat über 170.000 zahlende Mitglieder, 9500 Mitglieder davon standen im Oktober 2010 auf dieser Liste. Da jedes Jahr ca. 225 Plätze frei werden, beträgt die geschätzte Wartezeit somit 42 Jahre.
Das Stadion kann besichtigt werden. Die Stadiontour, die sogenannte „Camp Nou Experience“, beginnt im Vereinsmuseum und führt anschließend durch unterschiedliche Bereiche des Stadions.
Barcelonas Ultras, die Boixos Nois (‚Buchsbaum-Jungs‘), haben seit 2003 offiziell Stadionverbot.
Am 17. November 1982 besuchte Papst Johannes Paul II. das Camp Nou und predigte vor 120.000 Gläubigen. Es wurde ihm eine Mitgliedschaft beim FC Barcelona angedient.
Im Juni 2013 demonstrierten 90.000 Menschen im Camp Nou für die Unabhängigkeit Kataloniens im Zuge eines Konzerts mit mehreren katalanischen Künstlern („Konzert für die Freiheit“).